# Campeonato Cearense de Futebol Feminino de 2013
O Campeonato Cearense de Futebol Feminino de 2013 foi a 7ª edição do torneio e contou com 7 times.

## Primeira Fase - Grupo A[2]
| Pos | Clube     | PG | JG | Vit | Emp | Der | GP | GC | SG  | Apr. % |
| 1   | Caucaia   | 25 | 9  | 8   | 1   | 0   | 24 | 5  | 19  | 92.59  |
| 2   | Juventus  | 21 | 9  | 7   | 0   | 2   | 29 | 4  | 25  | 77.78  |
| 3   | América   | 16 | 9  | 5   | 1   | 3   | 14 | 12 | 2   | 59.26  |
| 4   | Fortaleza | 9  | 9  | 3   | 0   | 6   | 12 | 22 | -10 | 33.33  |
| 5   | Paracuru  | 6  | 6  | 2   | 0   | 4   | 6  | 12 | -6  | 33.33  |
| 6   | Pacatuba  | 3  | 6  | 1   | 0   | 5   | 3  | 15 | -12 | 16.67  |
| 7   | Crateús   | 0  | 6  | 0   | 0   | 6   | 0  | 18 | -18 | 0.00   |
| --- | --------- | -- | -- | --- | --- | --- | -- | -- | --- | ------ |

## Final - Grupo Único[2]
| Pos | Clube    | PG | JG | Vit | Emp | Der | GP | GC | SG | Apr. % |
| 1   | Caucaia  | 4  | 2  | 1   | 1   | 0   | 4  | 2  | 2  | 66.67  |
| 2   | Juventus | 1  | 2  | 0   | 1   | 1   | 2  | 4  | -2 | 16.67  |
| --- | -------- | -- | -- | --- | --- | --- | -- | -- | -- | ------ |

## Premiação[2]
| Campeonato Cearense de Futebol Feminino de 2013 |
| Caucaia                                         |
| ----------------------------------------------- |
| Caucaia                                         |
| 5º Título                                       |